# Drum național 19D
Der Drum național 19D (rumänisch für „Nationalstraße 19D“, kurz DN19D) ist eine Hauptstraße in Rumänien.

## Verlauf
Die Straße führt von Săcueni (ungarisch Székelyhíd), wo sie vom Drum național 19 (Europastraße 671) abzweigt, nach Westen zur rumänisch-ungarischen Grenze vor der ungarischen Stadt Létavértes. Auf ungarischer Seite bildet eine untergeordnete Straße ihre Fortsetzung, die in Sáránd auf die Hauptstraße 47-es főút trifft.
Die Länge der Straße beträgt auf rumänischem Gebiet rund 10,5 Kilometer.